# Jardín Botánico de la Facultad de Agraria de la Universidad de Nápoles-Portici
El Jardín Botánico de la Facultad de Agraria de la Universidad de Nápoles-Portici (en italiano: Orto Botanico della Facoltà di Agraria dell'Università di Napoli-Portici también denominado como Orto Botanico di Portici) es un jardín botánico de 20,000 m² de extensión, administrado por el "Istituto di Botanica dell'Università di Napoli" de la Universidad de Nápoles, en Portici, Italia. Su código de reconocimiento internacional como institución botánica, así como las siglas de su herbario es PORB.

## Localización
Istituto ed Orto Botanicodella Facolta di Agraria dell`Universita
Via Universita 100, 80055 PORTICI (NA),  Portici, Ciudad metropolitana de Nápoles, Campania, Italia.40°49′2.6394″N 14°20′25.0794″E / 40.817399833, 14.340299833
Para visitarlo hay que hacer reserva de visita con antelación y se paga una tarifa por su visita.

## Historia
El sitio que ocupa el jardín botánico era un palacio real construido entre 1738 y 1748 por Carlos III de España, rey de Nápoles y de Sicilia. 
Después de la salida de los Borbones en 1860, fue fundado el jardín botánico actual en 1872 con la "Regia Facoltà di Agraria" (Facultad Real de Agrária). El parque fue agrandado en aquel momento con 36 hectáreas más, y  creados dos jardines ornamentales (con unos 9000 m²), que entonces fueron transformados en jardines botánicos por Nicola Antonio Pedicino, el primer profesor de  botánica de la Facultad. 
En 1935 la Facultad se convirtió en parte de la universidad de Nápoles, y ocupado posteriormente por las tropas aliadas durante la Segunda Guerra Mundial, destruyendo muchas plantas, pero a partir de 1948 se han restaurado y se han agrandado sus colecciones. 

## Colecciones
Actualmente el jardín botánico contiene más de 4000 especímenes representando unas 1000 especies. 
Las colecciones incluyen :
- Plantas de los desiertos, es la colección más importante con más de 600 especies pertenecientes a las familias Agavaceae, Aizoaceae, Cactaceae (con una 400 especies), Didieraceae, y Euphorbiaceae. De un interés particular son Gymnocalycium, Mamillaria, y Rhipsalis; Alluaudia, Aloe, y Kalanchoe procedentes de Sudáfrica y Madagascar; y unos especímenes notables de Welwitschia mirabilis procedentes del desierto de África del sur.
- Colección de palmas
- Helechos
- Colección de coníferas,
- Plantas carnívoras,
- Plantas comestibles de interés en los cultivos.
- Plantas medicinales,
- Invernadero caliente para plantassuculentas (1000 m²).